# Strychnos mitis
Strychnos mitis är en tvåhjärtbladig växtart som beskrevs av Spencer Le Marchant Moore. Strychnos mitis ingår i släktet Strychnos och familjen Loganiaceae. Inga underarter finns listade i Catalogue of Life.